# Ștefan Berariu
Ștefan Berariu (Suceava, 14 de janeiro de 1999) é um remador romeno, medalhista olímpico.

## Carreira
Berariu conquistou a medalha de prata nos Jogos Olímpicos de Verão de 2020 em Tóquio com a equipe da Romênia no quatro sem masculino, ao lado de Mihăiță Țigănescu, Mugurel Semciuc e Cosmin Pascari, com o tempo de 5:43.13.